# Хузумский диалект
Хузумский диалект (нем. Husumer Platt) — диалект немецкого языка, распространённый в городе Хузум на севере земли Шлезвиг-Гольштейн. Принадлежит к шлезвигским (нижнесаксонским) диалектам нижненемецкого языка. В лексике хузумского присутствует большое число заимствований из датского языка. Граничит с южношлезвигским (Sydslesvigdansk) и южноютландским диалектами (Sønderjysk), оказывающими сильное влияние на хузумский.